# ReDRagon
Os reDRagon são uma tag team de luta profissional formada por Kyle O'Reilly e Bobby Fish. Eles trabalham atualmente para a WWE, em seu território de desenvolvimento, o NXT, como parte do grupo The Undisputed Era, juntamente com Adam Cole e Roderick Strong. A dupla já conquistou o Campeonato de Duplas do NXT em uma ocasião.
Fish e O'Reilly são mais conhecidos por suas passagens na Ring of Honor (ROH), onde eles foram três vezes campeões mundiais de duplas da ROH, e também por suas passagem na New Japan Pro Wrestling (NJPW) através da parceria de intercâmbio de talentos da ROH, onde eles foram duas vezes IWGP Junior Heavyweight Tag Team Champions. Eles foram a primeira tag team da história a conquistar campeonatos de duplas na NJPW, ROH e WWE.

## Carreira
- Ring of Honor (2012–2017)
- New Japan Pro Wrestling (2014–2016)
- Pro Wrestling Guerrilla (2014)
- WWE NXT (2017–)

## No wrestling

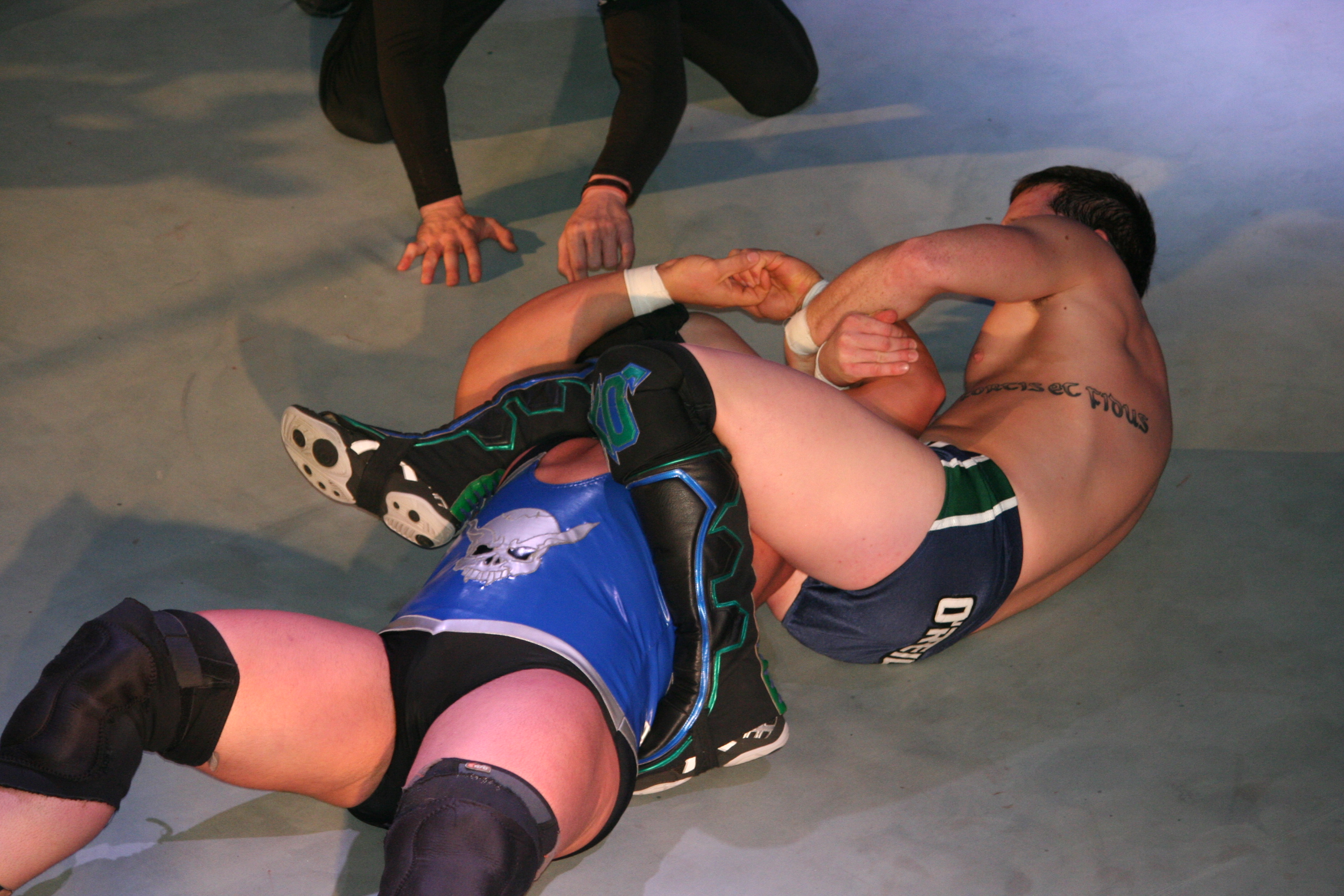
Kyle O'Reilly aplicando a submissão ARMaggedon em Michael Elgin.

- Movimentos de finalização
  - Kyle O'Reilly
    - ARMaggedon[1][2]
    - Ankle Lock[3]
    - Brainbuster[3]

  - Bobby Fish
    - Fish Hook Deluxe Edition[4]
    - Flying Fish Hook[4]
    - Sleeps with the Fishes[4]

- Movimentos de finalização da dupla
  - Chasing the Dragon[5]
- Movimentos secundários da dupla
  - Combinação Tilt-a-whirl backbreaker / Diving knee drop[6][7]
  - Double Underhook DDT, seguido por um Wheelbarrow Suplex[8]

- Managers
  - Tom "Filthy" Lawlor[9]
  - Shayna Baszler[10]
  - Adam Cole

- Alcunhas
  - The Burden[4] (Bobby Fish)
  - The Infamous[4] (Bobby Fish)
  - The Ambassador of Kickassador[11] (Kyle O'Reilly)
  - The Best Tag Team in the World[12] (reDRagon)

- Temas de entrada
  - "Dance Away" de Damn Valentines (2012–2016; usado na ROH)[13]
  - "Waiting 4" de Eric Hurt (2014–2017; usado na NJPW)
  - "Undisputed" de CFO$ (NXT, 20 de setembro de 2017-presente)

## Campeonatos e prêmios
|                                                                                             |  |  |
| Bobby Fish (à esquerda) e Kyle O'Reilly (à direita) como campeões mundias de duplas da ROH. |  |  |

- High Risk Wrestling
  - HRW Tag Team Championship (1 vez, atual)[14]

- New Japan Pro Wrestling
  - IWGP Junior Heavyweight Tag Team Championship (2 vezes)[15]
  - Super Junior Tag Tournament 2014[16]

- Pro Wrestling Guerrilla
  - PWG World Championship (1 vez, Kyle O'Reilly)

- Pro Wrestling Illustrated
  - PWI classificou Bobby Fish na 72ª posição dos 500 melhores lutadores individuais na PWI 500 em 2014[17]
  - PWI classificou Kyle O'Reilly na 61ª posição dos 500 melhores lutadores individuais na PWI 500 em 2014[18]

- Ring of Honor
  - ROH World Tag Team Championship (3 vezes)[15]
  - Tag Wars 2014[19]

- WWE NXT
  - NXT Tag Team Championship (1 vez)